# Erik Lindholm (friidrottare)
Erik Evert Lindholm, född 22 augusti 1890 i Brännkyrka församling, Stockholms län, död 9 augusti 1957 i Uppsala, var en svensk friidrottare (kortdistanslöpare). Han tävlade för AIK.
Han hade det svenska rekordet på 400 meter åren 1910 till 1916. Han deltog också vid OS i Stockholm 1912 på 400 meter och 4x400 meter men slogs ut innan finalerna. Han vann tre SM-titlar (200 och 400 meter 1910 samt 400 meter 1912).

## Karriär
1910 vann Lindholm SM på 200 meter med 23,0 s, på 400 meter med 51,1 s. Den 11 september i Stockholm slog han Knut Stenborgs svenska rekord på 400 meter från 1908 genom att springa på 50,9 s.
Vid SM 1912 vann han 400 meter (på 54,0 s). Vid OS i Stockholm deltog han på 400 meter och vann det nionde försöksheatet på 51,2 s. I semifinalen den 12 juli kom han bara tvåa i sitt heat och slogs ut. Hans tid, 50,2 s, innebar dock en förbättring av hans svenska rekord. Han fick behålla rekordet till 1916 då Anatole Bolin övertog det. På 800 meter slogs han ut i försöken. Han var även med i det svenska laget i stafett 4x400 meter vid OS (tillsammans med Paul Zerling, John Dahlin och Knut Stenborg) som kom tvåa (och slogs ut) i sitt semifinalheat - resultat 3.25,0.